# Lobatiriccardia
Lobatiriccardia es un género de musgos hepáticas perteneciente a la familia Aneuraceae. Comprende 13 especies descritas y de estas, solo 8 aceptadas.

## Taxonomía
El género fue descrito por  (Mizut. & S.Hatt.) Furuki y publicado en Journal of the Hattori Botanical Laboratory 70: 319. 1991. L 

## Especies aceptadas
A continuación se brinda un listado de las especies del género Lobatiriccardia aceptadas hasta diciembre de 2014, ordenadas alfabéticamente. Para cada una se indica el nombre binomial seguido del autor, abreviado según las convenciones y usos. 
1. Lobatiriccardia alterniloba (Hook. & Taylor) Furuki
2. Lobatiriccardia athertonensis (Hewson) Furuki
3. Lobatiriccardia coronopus (De Not.) Furuki
4. Lobatiriccardia lobata (Schiffner) Furuki
5. Lobatiriccardia oberwinkleri Nebel, Preussing, A. Schäfer-Verwimp & D. Quandt
6. Lobatiriccardia verdoornioides Nebel, Preussing, A. Schäfer-Verwimp & D. Quandt
7. Lobatiriccardia yakusimensis (S. Hatt.) Furuki
8. Lobatiriccardia yunnanensis Furuki & D.G. Long